# CH Волка
CH Волка (лат. CH Lupi) — одиночная переменная звезда в созвездии Волка на расстоянии (вычисленном из значения параллакса) приблизительно 4410 световых лет (около 1352 парсеков) от Солнца. Видимая звёздная величина звезды — от +16m до +13m.

## Характеристики
CH Волка — красная пульсирующая переменная звезда, мирида (M) спектрального класса M. Эффективная температура — около 3294 K.